# Brazílie na Letních olympijských hrách 2016
Brazílie se účastnila Letní olympiády 2016.

## Medailisté
| Medaile | Jméno | Sport                | Soutěž                          |
| ------- | --- | -------------------- | ------------------------------- |
| Zlato   | Rafaela Silvaová | Judo                 | Ženy 57 kg                      |
| Zlato   | Thiago Braz da Silva | Atletika             | Muži skok o tyči                |
| Zlato   | Robson Conceição | Box                  | Muži lehká váha (– 60 kg)       |
| Zlato   | Martine Graelová Kahena Kunzeová | Jachting             | Ženy 49erFX                     |
| Zlato   | Alison Cerutti Bruno Schmidt | Plážový volejbal     | Muži                            |
| Zlato   | Weverton Zeca Rodrigo Caio Marquinhos Renato Augusto Douglas Santos Luan Rafinha Gabriel Barbosa Neymar Gabriel Jesus Walace William Luan Garcia Rodrigo Dourado Thiago Maia Felipe Anderson Uilson | Fotbal               | družstvo mužů                   |
| Zlato   | Bruno Rezende Éder Carbonera Wallace de Souza William Arjona Sérgio Santos Luiz Felipe Fonteles Maurício Souza Douglas Souza Lucas Saatkamp Evandro Guerra Ricardo Lucarelli Souza Maurício Silva   | Volejbal             | turnaj mužů                     |
| Stříbro | Felipe Wu | Sportovní střelba    | Muži 10 metrů vzduchová pistole |
| Stříbro | Diego Hypólito | Sportovní gymnastika | Muži prostná                    |
| Stříbro | Arthur Zanetti | Sportovní gymnastika | Muži kruhy                      |
| Stříbro | Isaquias Queiroz | Kanoistika           | Muži C-1 1000 m                 |
| Stříbro | Ágatha Bednarczuk Bárbara Seixas | Plážový volejbal     | Ženy                            |
| Stříbro | Isaquias Queiroz Erlon Silva | Kanoistika           | Muži C-2 1000 m                 |
| Bronz   | Mayra Aguiarová | Judo                 | Ženy 78 kg                      |
| Bronz   | Rafael Silva | Judo                 | Muži +100 kg                    |
| Bronz   | Arthur Mariano | Sportovní gymnastika | Muži prostná                    |
| Bronz   | Poliana Okimotová | Plavání              | Ženy 10 km maratón              |
| Bronz   | Isaquias Queiroz | Kanoistika           | Muži C-1 200 m                  |
| Bronz   | Maicon Siqueira | Taekwondo            | Muži +80 kg                     |